# Objetivo de Desarrollo Sostenible 11
El Objetivo de Desarrollo Sostenible 11 (Objetivo 11 o ODS 11) trata sobre alianzas para los objetivos y es uno de los 17 Objetivos de Desarrollo Sostenible (ODS) establecidos por las Naciones Unidas en 2015. 
El ODS 11 es: "Lograr que las ciudades y los asentamientos humanos sean inclusivos, seguros, resilientes y sostenibles".
El Objetivo tiene metas que deben alcanzarse para 2030. El progreso hacia las metas se medirá mediante indicadores.

## Organizaciones
Varias organizaciones mundiales se han comprometido a avanzar hacia el ODS 11 de diversas formas, por ejemplo:
- Iniciativa Unidos por Ciudades Inteligentes y Sostenibles
- Banco Interamericano de Desarrollo (BID)
- Organización de las Naciones Unidas para el Desarrollo Industrial
- Comisión Económica para África
- Oficina de las Naciones Unidas para la Reducción del Riesgo de Desastres
- Programa de Naciones Unidas para los Asentamientos Humanos.

## Indicadores
Miden el progreso de los ODS y sus objetivos derivados. Están disponibles en cada nación comprometida con la Agenda 2030, aunque no siempre están actualizados o bien, no hay registros existentes. Para el Objetivo 11 se utilizan los siguientes 15 indicadores: 
- 11.1.1 Proporción de la población urbana que vive en barrios marginales, asentamientos informales o viviendas inadecuadas: "Mide la proporción de la población urbana que vive en barrios marginales. Un hogar de tugurios se define como un grupo de personas que viven bajo el mismo techo y que carecen de una o más de las siguientes condiciones: acceso a agua mejorada, acceso a saneamiento mejorado, suficiente espacio para vivir y durabilidad de la vivienda".[2]
- 11.2.1 Proporción de la población que tiene fácil acceso al transporte público, desglosada por sexo, edad y personas con discapacidad.
- 11.3.1 Relación entre la tasa de consumo de tierras y la tasa de crecimiento de la población: “Mide la eficiencia con que las ciudades utilizan la tierra, que se mide como una proporción de la tasa a la que las ciudades consumen espacialmente la tierra en comparación con la tasa de crecimiento de su población”.[3]
- 11.3.2 Proporción de ciudades que cuentan con una estructura de participación directa de la sociedad civil en la planificación y la gestión urbanas y funcionan con regularidad y democráticamente.
- 11.4.1 Total de gastos (públicos y privados) per cápita destinados a la preservación, protección y conservación de todo el patrimonio cultural y natural, desglosado por tipo de patrimonio (cultural, natural, mixto y reconocido por el Centro del Patrimonio Mundial), nivel de gobierno (nacional, regional y local o municipal), tipo de gastos (gastos de funcionamiento o inversiones) y tipo de financiación privada (donaciones en especie, financiación procedente del sector privado sin fines de lucro y patrocinio): “Gasto total (público y privado) per cápita gastado en la preservación, protección y conservación de todo el patrimonio cultural y natural”.[2]
- 11.5.1 Número de personas muertas, desaparecidas y afectadas directamente atribuido a desastres por cada 100.000 personas: “Informan las tasas de mortalidad de desplazados internos, personas desaparecidas y el número total de personas afectadas por desastres naturales”.[2]
- 11.5.2 Pérdidas económicas directas en relación con el PIB mundial, daños en la infraestructura esencial y número de interrupciones de los servicios básicos atribuidos a desastres: “Las pérdidas económicas directas miden el valor monetario de la destrucción total o parcial de los activos físicos existentes en el área afectada por desastres naturales”.[2]
- 11.6.1 Proporción de desechos sólidos urbanos recogidos periódicamente y con una descarga final adecuada respecto del total de desechos sólidos urbanos generados, desglosada por ciudad: “Mide la proporción de residuos sólidos urbanos recolectados regularmente y con una descarga final adecuada del total de residuos sólidos urbanos generados”.[2]
- 11.6.2 Niveles medios anuales de partículas finas en suspensión (por ejemplo, PM2.5 y PM10) en las ciudades (ponderados según la población): “Mide la exposición ponderada por la población a la contaminación ambiental PM 2.5 ; es decir, concentraciones de partículas en suspensión que miden menos de 2,5 micrones de diámetro”.[2]
- 11.7.1Proporción media de la superficie edificada de las ciudades que se dedica a espacios abiertos para uso público de todos, desglosada por sexo, edad y personas con discapacidad.
- 11.7.2 Proporción de personas que han sido víctimas de acoso físico o sexual en los últimos 12 meses, desglosada por sexo, edad, grado de discapacidad y lugar del hecho.
- 11.A.1 Proporción de la población residente en ciudades que aplican planes de desarrollo urbano y regional que tienen en cuenta las previsiones demográficas y las necesidades de recursos, desglosada por tamaño de ciudad.
- 11.B.1 Número de países que adoptan y aplican estrategias nacionales de reducción del riesgo de desastres en consonancia con el Marco de Sendái para la Reducción del Riesgo de Desastres 2015-2030: “Identifica a los países que han adoptado y no han adoptado e implementado estrategias de gestión del riesgo de desastres en línea con el Marco de Sendai para la Reducción del Riesgo de Desastres”.[2]
- 11.B.2 Proporción de gobiernos locales que adoptan y aplican estrategias locales de reducción del riesgo de desastres en consonancia con las estrategias nacionales de reducción del riesgo de desastres.
- 11.C.1 Proporción del apoyo financiero a los países menos adelantados que se asigna a la construcción y el reacondicionamiento con materiales locales de edificios sostenibles, resilientes y eficientes en el uso de recursos.

### Metas finales
El objetivo de desarrollo sostenible 11 tiene 10 metas que deben alcanzarse, medidas con 15 indicadores. Las siete "metas finales" incluyen viviendas seguras y asequibles, medios de transporte asequibles, sostenibles, urbanización inclusiva y sostenible, protección del patrimonio cultural y natural del mundo, reducción de los efectos negativos de los desastres naturales, reducción del impacto medioambiental de las ciudades y acceso a espacios verdes y públicos seguros e inclusivos. Las tres metas "medios de consecución" incluyen una sólida planificación del desarrollo nacional y regional, la aplicación de políticas de inclusión, la eficiencia de los recursos y la reducción del riesgo de catástrofes al apoyar a los PMA en la construcción de edificios sostenibles y resilientes. Hoy en día, 3.9 mil millones de personas - la mitad de la población mundial - viven para la mayoría en la ciudad. Se espera que para 2030 vivan en ciudades 5 mil millones de personas.
Las ciudades de todo el mundo ocupan solo el 3% del planeta Tierra, sin embargo, son responsables el 60-80% de consumo de energía y el 75% de emisiones de carbono. El aumento de la urbanización requiere un aumento y una mejora del acceso a recursos básicos como alimentos, energía y agua.
Además, los servicios básicos como la salud, la educación, la movilidad y la información son necesarios. Sin embargo, estos requisitos no se cumplen, lo que provoca una serie de retos para la viabilidad y la seguridad de las ciudades que se enfrentan a un aumento de las necesidades futuras.
En el contexto de la cooperación internacional para el desarrollo, el ODS 11 marca el paso de centrarse en la pobreza como fenómeno rural a la admisión de que las ciudades, especialmente en el sur del mundo/sur global, se enfrentan a grandes retos con pobreza extrema, la degradación ambiental y los riesgos debidos del cambio climático y las catástrofes naturales.
A pesar de la ambigüedad de las metas y los objetivos, sigue siendo un instrumento importante para abordar a los retos urbanos y exige que los agentes desarrollen indicadores realistas y definidos a nivel local y resultados adecuados para el control de ciudades específicas con el fin de promover ciudades más sostenibles, inclusivas y justas Más información: cambio climático y ciudades.
En septiembre de 2015, la Asamblea General adoptó la Agenda 2030 para el Desarrollo Sostenible, que incluye 17 objetivos de desarrollo sostenible.
Estos objetivos están diseñados para ser un “plan para lograr un futuro mejor y más sostenible para todos” abordando los desafíos globales, incluidos los relacionados con la pobreza, la desigualdad, el cambio climático, la degradación del medio ambiente ambiental, la paz y la justicia.

## Contexto
En septiembre de 2019, los jefes de Estado y de Gobierno se reunieron en la Cumbre sobre los Objetivos de Desarrollo Sostenible para renovar su empeño con la implementación de la Agenda 2030 para el Desarrollo Sostenible. Durante este evento, reconocieron que los primeros cuatro años de aplicación de la Agenda 2030 han logrado grandes avances, pero en general, el mundo no está en camino de lograr los Objetivos de Desarrollo Sostenible.
El objetivo número 11 se refiere a los barrios pobres, la gestión y planificación de los asentamientos humanos, la mitigación y la adaptación al cambio climático y la economía urbana. Antes de la adopción de la Agenda 2030, el punto 4 del objetivo 7 para el Desarrollo del Milenio, se requerían esfuerzos para lograr una "mejora significativa en las vidas de al menos 100 millones de habitantes de los barrios pobres" para 2020. En 2008, por primera vez en la historia, la población urbana global superó a la población rural. 
Esta etapa marcó el inicio de un nuevo “milenio urbano” y se espera que, para 2050, dos tercios de la población mundial pueda vivir en zonas urbanas. El número de residentes urbanos aumenta en 73 millones cada año, y se estima que las áreas urbanas representan el 70 por ciento del producto interior bruto mundial, generando una gran parte del crecimiento económico. Por eso, el desarrollo sostenible no se puede lograr sin transformar significativamente la forma en que construimos y administramos nuestros espacios urbanos. 
El crecimiento sin precedentes, junto con el aumento de la migración del campo a las ciudades, es una combinación de factores de “empuje” y “atracción”, ha llevado a un boom en las metrópolis, especialmente en los países en desarrollo.
En 1990 había megaciudades con 10 millones de habitantes o más, en 2014 había 28 que albergaban a 453 millones de personas.
Los barrios marginales también se están convirtiendo en un aspecto más significativo de la vida urbana. Entre 2000 y 2014, el número total de habitantes de barrios marginales pasó de 792 millones en 2000 a alrededor de 880 millones en 2014. La mayoría de ellos se encuentran en el Este y Sudeste de Asia. En los próximos 30 años, se espera que el 90% del crecimiento urbano ocurra en Asia y África. La rápida urbanización en todo el mundo está ejerciendo presión sobre las reservas de agua dulce, las alcantarillas, el medio ambiente y la salud pública. La gran mayoría de la investigación sobre el objetivo de desarrollo sostenible 11 proviene de los Estados Unidos, el Reino Unido y China. Los sectores de las ciencias ambientales y sociales son los que registran el mayor número de investigaciones relacionadas con el objetivo de desarrollo sostenible 11, seguido de la medicina, la energía y la ingeniería.

## Objetivos, indicadores y progresos
Las Naciones Unidas han identificado 10 objetivos y 15 indicadores para el desarrollo sostenible 11. Las metas especifican los objetivos y los indicadores representan el método de medición con el que el mundo pretende controlar si se han alcanzado. Seis de ellos deben alcanzarse para 2030, uno para 2020 y tres no tienen un año límite. Cada uno de los objetivos también tiene uno o dos indicadores que se utilizarán para medir el progreso.